# 4AD
4AD je název britské nezávislé nahrávací společnosti, kterou založili v roce 1979 Ivo Watts-Russell a Peter Kent.
Kent však již v roce 1980 společnost opustil a založil jinou nahrávací společnost Situation Two Records. Krátce nato Watts-Russell přizval ke spolupráci na tvorbě obalů desek grafického designéra Vaughana Olivera. Tím dosáhla 4AD vizuálně svéráznou identitu, která tak doplňovala typickou rafinovanou a melancholicky náladovou hudbu.
Hudebním skupinám spolupracujícím se značkou, jako např. Cocteau Twins, Dead Can Dance nebo This Mortal Coil, se podařilo vytvořit silný hudební kult, který vydržel téměř do konce 80. let 20. století. Přibližně tou dobou se dostal experimentální singl s ranými prvky house music Pump Up The Volume od M/A/R/R/S na 1. místo v britském žebříčku. Začátkem 90. let se však 4AD začala orientovat více na nezávislou kytarovou scénu a undergroundovou americkou rockovou hudbu. Toto období reprezentují skupiny Throwing Muses či Pixies.
V roce 1990 4AD otevřelo úspěšnou pobočku v Los Angeles s kapelami jako The Breeders, Red House Painters, Unrest a His Name Is Alive. V roce 1999 prodal Watts-Russell svůj podíl ve 4AD společnosti Beggars Group a značka nadále pokračuje ve vydávání hudby.